# Daniel Erlandsson
Pour les articles homonymes, voir Erlandsson.
Daniel (John) Erlandsson (né le 22 mai 1976 à Malmö en Suède) est le batteur de la formation de death metal Arch Enemy.
Il a également joué avec d'autres groupes comme Carcass, Eucharist (en), Liers In Wait (en), Diabolique (en), Armageddon (en) (avec Christopher Amott d'Arch Enemy).
Il est reconnu pour sa grande habileté avec la pédale double et ses jeux de baguettes qui requièrent une grande précision et agilité.
On notera que Daniel Erlandsson est le frère cadet d'Adrian Erlandsson, ancien batteur de Cradle of Filth et de Paradise Lost.
Sur le site officiel d'Arch Enemy, Daniel déclare qu'il a été très influencé par des batteurs tels que Billy Cobham, Clive Burr, Vinny Appice, Dave Lombardo, Scott Travis.
Daniel raconte sur ce même site qu'il a commencé à jouer de la batterie quelques années après son frère, sur un petit kit dans le garage de leurs parents.

## Équipement
- Instruments à peau : Pearl Masterworks Carbon Fiber
  - 24"x18" grosse caisse x 2
  - 8"x7" Tom
  - 10"x8" Tom
  - 12"x9" Tom
  - 13"x10" Tom
  - 16"x14" Tom basse
  - 18"x16" Tom basse

- Cymbales : Sabian
  - 14” AA Metal-X Charleston
  - 17” AAXtreme China
  - 18” AA Metal-X Crash
  - 10” Pro Sonix Splash
  - 15” AAXtreme China
  - 19” AA Metal-X Crash
  - 22” AA Metal-X Ride
  - 18” AAXplosion Crash
  - 13” AAX Fusion Charleston
  - 18” AA Metal-X China

- Matériel : Pearl
  - Rack Batterie DR-503
  - Rack frontal DR-501
  - Mini Bar d'extension RJ-50
  - Charleystone RH-2000
  - Clamp PCX200 x 4
  - Clamp PCX100 x 11
  - Support à tom TH2000I x 4
  - Support de caisse claire S-2000
  - Charleystone fermé CLH100
  - supports de cymbales CH88 x 11
  - Pédales à chaines Eliminator x 2
  - Siège D2000

- Baguettes : Wincent
  - 666 BPM